# Fontaine-le-Bourg
Pour les articles homonymes, voir Fontaine.
Fontaine-le-Bourg est une commune française située dans le département de la Seine-Maritime en région Normandie.

## Géographie

### Localisation
| Clères        | Authieux-Ratiéville       |                            |
| Mont-Cauvaire | Fontaine-le-Bourg         | Claville-Motteville        |
| Montville     | Bosc-Guérard-Saint-Adrien | Saint-Georges-sur-Fontaine |

### Hydrographie
La commune est située dans le bassin Seine-Normandie. Elle est drainée par le Cailly et divers autres petits cours d'eau,.
Le Cailly, d'une longueur de 29 km, prend sa source dans la commune de Cailly et se jette  dans la Seine à Rouen, après avoir traversé douze communes. Les caractéristiques hydrologiques de le Cailly sont données par la station hydrologique située sur la commune. Le débit moyen mensuel est de 0,706 m3/s. Le débit moyen journalier maximum est de 3,92 m3/s, atteint lors de la crue du 26 décembre 1999. Le débit instantané maximal est quant à lui de 8,32 m3/s, atteint le 1er septembre 1987.

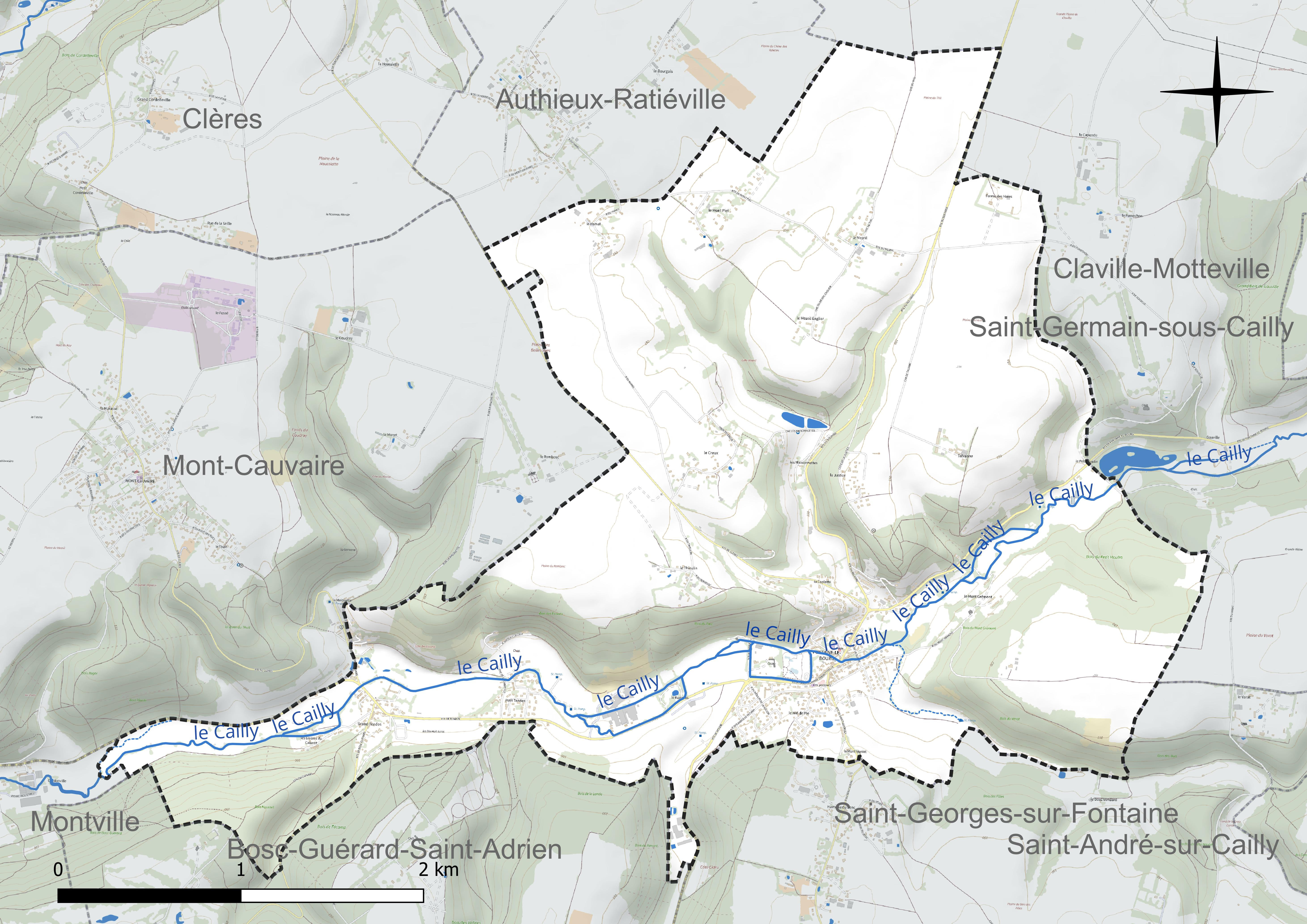
Réseau hydrographique de Fontaine-le-Bourg.

### Climat
Pour des articles plus généraux, voir Climat de la Normandie et Climat de la Seine-Maritime.
En 2010, le climat de la commune est de type climat océanique dégradé des plaines du Centre et du Nord, selon une étude du CNRS s'appuyant sur une série de données couvrant la période 1971-2000. En 2020, Météo-France publie une typologie des climats de la France métropolitaine dans laquelle la commune est exposée à un climat océanique et est dans la région climatique Côtes de la Manche orientale, caractérisée par un faible ensoleillement (1 550 h/an) ; forte humidité de l’air (plus de 20 h/jour avec humidité relative > 80 % en hiver), vents forts fréquents. Parallèlement le GIEC normand, un groupe régional d’experts sur le climat, différencie quant à lui, dans une étude de 2020, trois grands types de climats pour la région Normandie, nuancés à une échelle plus fine par les facteurs géographiques locaux. La commune est, selon ce zonage, exposée à un « climat maritime », correspondant au Pays de Caux, frais, humide et pluvieux, légèrement plus frais que dans le Cotentin.
Pour la période 1971-2000, la température annuelle moyenne est de 10,4 °C, avec une amplitude thermique annuelle de 13,4 °C. Le cumul annuel moyen de précipitations est de 853 mm, avec 12,9 jours de précipitations en janvier et 8,4 jours en juillet. Pour la période 1991-2020, la température moyenne annuelle observée sur la station météorologique la plus proche, située sur la commune de Rouen à 14 km à vol d'oiseau, est de 12,6 °C et le cumul annuel moyen de précipitations est de 817,9 mm,. Pour l'avenir, les paramètres climatiques de la commune estimés pour 2050 selon différents scénarios d’émission de gaz à effet de serre sont consultables sur un site dédié publié par Météo-France en novembre 2022.

## Urbanisme

### Typologie
Au 1er janvier 2024, Fontaine-le-Bourg est catégorisée commune rurale à habitat dispersé, selon la nouvelle grille communale de densité à sept niveaux définie par l'Insee en 2022.
Elle appartient à l'unité urbaine de Fontaine-le-Bourg, une agglomération intra-départementale regroupant deux  communes, dont elle est ville-centre,,. Par ailleurs la commune fait partie de l'aire d'attraction de Rouen, dont elle est une commune de la couronne,. Cette aire, qui regroupe 317 communes, est catégorisée dans les aires de 200 000 à moins de 700 000 habitants,.

### Occupation des sols
L'occupation des sols de la commune, telle qu'elle ressort de la base de données européenne d’occupation biophysique des sols Corine Land Cover (CLC), est marquée par l'importance des territoires agricoles (71,8 % en 2018), une proportion sensiblement équivalente à celle de 1990 (72,6 %). La répartition détaillée en 2018 est la suivante : 
terres arables (41,8 %), prairies (30,1 %), forêts (23,6 %), zones urbanisées (4,6 %). L'évolution de l’occupation des sols de la commune et de ses infrastructures peut être observée sur les différentes représentations cartographiques du territoire : la carte de Cassini (XVIIIe siècle), la carte d'état-major (1820-1866) et les cartes ou photos aériennes de l'IGN pour la période actuelle (1950 à aujourd'hui).

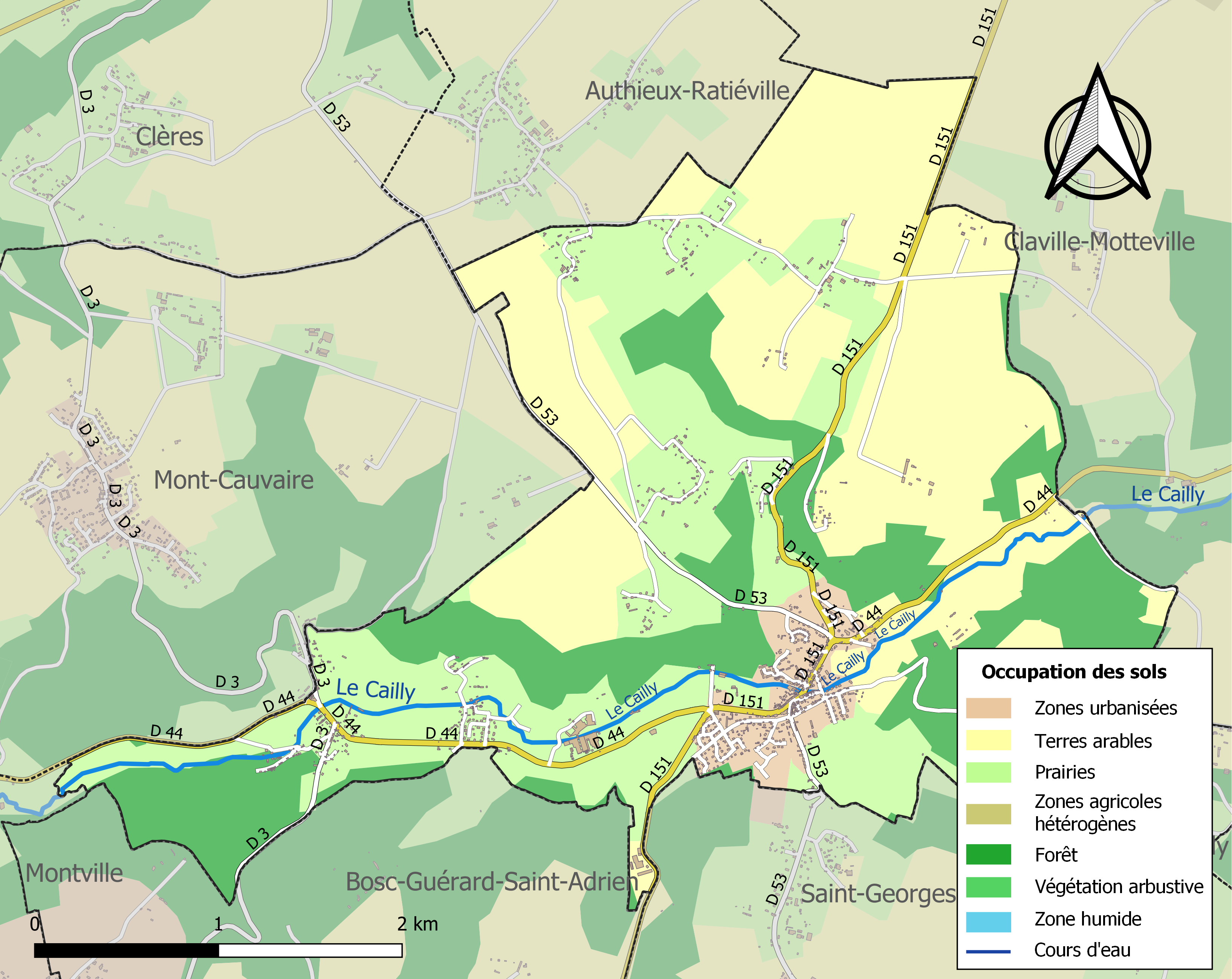
Carte des infrastructures et de l'occupation des sols de la commune en 2018 (CLC).

### Logement
En 2018, le nombre total de logements dans la commune était de 722, alors qu'il était de 667 en 2013 et de 588 en 2008.
Parmi ces logements, 96,6 % étaient des résidences principales, 0,3 % des résidences secondaires et 3,1 % des logements vacants. Ces logements étaient pour 93,5 % d'entre eux des maisons individuelles et pour 6,1 % des appartements.
Le tableau ci-dessous présente la typologie des logements à Fontaine-le-Bourg en 2018 en comparaison avec celle de la Seine-Maritime et de la France entière. Une caractéristique marquante du parc de logements est ainsi une proportion de résidences secondaires et logements occasionnels (0,3 %) inférieure à celle du département (3,9 %) et à celle de la France entière (9,7 %). Concernant le statut d'occupation de ces logements, 77,4 % des habitants de la commune sont propriétaires de leur logement (75,6 % en 2013), contre 53 % pour la Seine-Maritime et 57,5 % pour la France entière.
| Typologie                                               | Fontaine-le-Bourg | Seine-Maritime | France entière |
| ------------------------------------------------------- | ----------------- | -------------- | -------------- |
| Résidences principales (en %)                           | 96,6              | 88             | 82,1           |
| Résidences secondaires et logements occasionnels (en %) | 0,3               | 3,9            | 9,7            |
| Logements vacants (en %)                                | 3,1               | 8,1            | 8,2            |

### Voies de communication et transports
La commune est desservie par le réseau de cars Nomad, géré par la région Normandie. Fontaine le Bourg compte trois arrêts de bus : Église, Petit Tendos, Grand Tendos. Deux lignes régulières et plusieurs lignes scolaires desservent l'église et, pour certaines, Tendos. La ligne 529 fait à certains horaires son terminus à l'Église et va vers Rouen en passant par Petit Tendos et Grand Tendos via Montville. La ligne 520 passe à certains horaires à l'Église soit en direction de Saint Martin Osmonville, soit Rouen via Quincampoix.
La gare ferroviaire la plus proche est la gare de Clères à 5,7 km (ligne Rouen-Dieppe).
L'aéroport le plus proche est l'aéroport Rouen - Vallée de Seine à Boos (19,5 km).
Les habitants de Fontaine le Bourg utilisent pour la grande majorité la voiture individuelle pour se rendre au travail (89,5%) alors que 94,9% des foyers disposent d'un véhicule.

## Toponymie
Auparavant le nom de la paroisse avait été Sainte-Marie-du-Wast (XIe siècle). Le terme wast est issu du gallo-roman *WASTU « terre inculte », mot issu du latin vastus, que l'on retrouve dans l'adjectif vaste et le verbe dévaster, croisé avec le germanique *wōst- « inculte, désert » (cf. allemand Wüste « désert »). Le W- initial est caractéristique de l'ancien normand septentrional, la graphie moderne étant V-. Ainsi, retrouve-t-on ce terme dans les nombreux lieux du Cotentin en -vast (Martinvast, Sottevast, Tollevast, etc.), ainsi que le Véraval en Seine-Maritime désigné autrefois sous la forme Warelwast. Ensuite, le bourg est mentionné comme Sancte Marie de Fontibus alias de Wasto au début du XIVe siècle, puis Fontaine-le-Bourg dès 1383.

## Histoire

### Moyen Âge
Ancienne baronnie relevant de l'abbaye de Fécamp, la localité n'est mentionnée qu'en 1383.[réf. nécessaire]

### Temps modernes
Le manoir seigneurial, maintes fois assiégé, servit de logis en 1592 au roi Henri IV lors de sa campagne militaire contre les troupes d'Alexandre Farnèse, duc de Parme.
Deux tours arasées rappellent aujourd'hui l'emplacement de l'ancienne forteresse.

### Époque contemporaine
En  1823, la commune de Fontaine-le-Bourg, instituée par la Révolution française, absorbe celle de Tendos.
En 1883, les industriels Édouard Delamare-Deboutteville (1856-1901) et Léon Malandin (1849-1912) sont les premiers à faire fonctionner une automobile grâce à un moteur à explosion.

## Politique et administration

### Rattachements administratifs et électoraux

#### Rattachements administratifs
La commune se trouve dans l'arrondissement de Rouen du département de la Seine-Maritime.
Elle faisait partie depuis 1801 du canton de Clères. Dans le cadre du redécoupage cantonal de 2014 en France, cette circonscription administrative territoriale a disparu, et le canton n'est plus qu'une circonscription électorale.

#### Rattachements électoraux
Pour les élections départementales, la commune fait partie depuis 2014 du canton de Bois-Guillaume
Pour l'élection des députés, elle fait partie de la dixième circonscription de la Seine-Maritime.

### Intercommunalité
Fontaine-le-Bourg était membre de la communauté de communes des Portes Nord-Ouest de Rouen, un établissement public de coopération intercommunale (EPCI) à fiscalité propre créé fin 2002 et auquel la commune avait transféré un certain nombre de ses compétences, dans les conditions déterminées par le code général des collectivités territoriales.
Dans le cadre des dispositions de la loi portant nouvelle organisation territoriale de la République du 7 août 2015, qui prévoit que les établissements publics de coopération intercommunale (EPCI) à fiscalité propre doivent avoir un minimum de 15 000 habitants, cette intercommunalité a fusionné avec ses voisines pour former, le 1er janvier 2017, la communauté de communes Inter-Caux-Vexin, dont est désormais membre la commune.

### Liste des maires
| Période                                  | Période                    | Identité                       | Étiquette | Qualité |
| ---------------------------------------- | -------------------------- | ------------------------------ | --------- | --- |
| Les données manquantes sont à compléter. |                            |                                |           | |
| 1886                                     |                            | Édouard Delamare-Deboutteville |           | Industriel |
| 1908                                     | 1915                       | Eugène Boulet                  |           | |
| 1936                                     |                            | Boriès[réf. nécessaire]        |           | |
| 1946                                     |                            | Boriès[réf. nécessaire]        |           | |
| Les données manquantes sont à compléter. |                            |                                |           | |
| 1998                                     | mars 2001                  | Patrick Jolly                  |           | |
| mars 2001                                | mars 2008                  | Gérard Munerot                 |           | Économiste retraité |
| mars 2008                                | 2014                       | Patrick Jolly                  |           | |
| 2014                                     | En cours (au 28 mars 2023) | Dany Lemetais                  |           | Membre du bureau de la CCPNOR (2014 → 2016) Vice-président de la CC Inter-Caux-Vexin (2020 → ) Réélu pour le mandat 2020-2026, |

## Équipements et services publics

### Enseignement
La commune relève de l'académie de Normandie.

### Santé
La commune est dotée d'une maison médicale située au 47, Route de Cailly. La maison pluridisciplinaire Wastus Santé accueille actuellement 7 médecins généralistes.

## Population et société

### Démographie
L'évolution du nombre d'habitants est connue à travers les recensements de la population effectués dans la commune depuis 1793. Pour les communes de moins de 10 000 habitants, une enquête de recensement portant sur toute la population est réalisée tous les cinq ans, les populations de référence des années intermédiaires étant quant à elles estimées par interpolation ou extrapolation. Pour la commune, le premier recensement exhaustif entrant dans le cadre du nouveau dispositif a été réalisé en 2004.

En 2022, la commune comptait 1 883 habitants, en évolution de +8,59 % par rapport à 2016 (Seine-Maritime : +0,35 %, France hors Mayotte : +2,11 %).
| 1793 | 1800 | 1806 | 1821 | 1831 | 1836 | 1841  | 1846  | 1851  |
| ---- | ---- | ---- | ---- | ---- | ---- | ----- | ----- | ----- |
| 676  | 772  | 653  | 650  | 894  | 939  | 1 003 | 1 151 | 1 311 |

| 1856  | 1861  | 1866  | 1872  | 1876  | 1881  | 1886  | 1891  | 1896  |
| ----- | ----- | ----- | ----- | ----- | ----- | ----- | ----- | ----- |
| 1 349 | 1 462 | 1 575 | 1 490 | 1 425 | 1 648 | 1 350 | 1 434 | 1 192 |

| 1901  | 1906  | 1911  | 1921  | 1926 | 1931 | 1936 | 1946  | 1954  |
| ----- | ----- | ----- | ----- | ---- | ---- | ---- | ----- | ----- |
| 1 222 | 1 064 | 1 119 | 1 047 | 989  | 968  | 914  | 1 022 | 1 115 |

| 1962  | 1968  | 1975  | 1982  | 1990  | 1999  | 2004  | 2006  | 2009  |
| ----- | ----- | ----- | ----- | ----- | ----- | ----- | ----- | ----- |
| 1 062 | 1 164 | 1 170 | 1 301 | 1 420 | 1 481 | 1 488 | 1 471 | 1 417 |

| 2014  | 2019  | 2022  | - | - | - | - | - | - |
| ----- | ----- | ----- | - | - | - | - | - | - |
| 1 684 | 1 809 | 1 883 | - | - | - | - | - | - |

## Culture locale et patrimoine

### Lieux et monuments

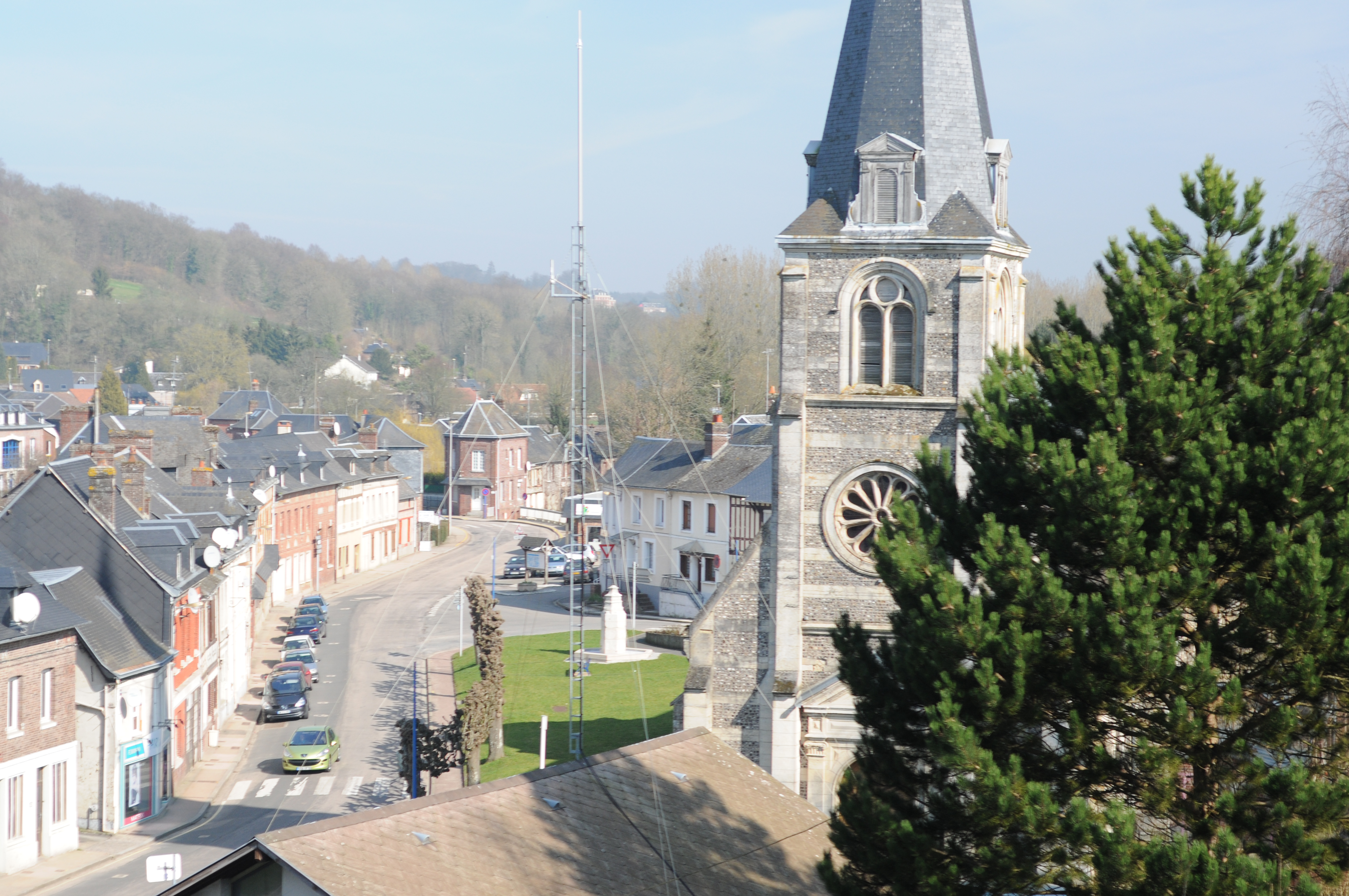

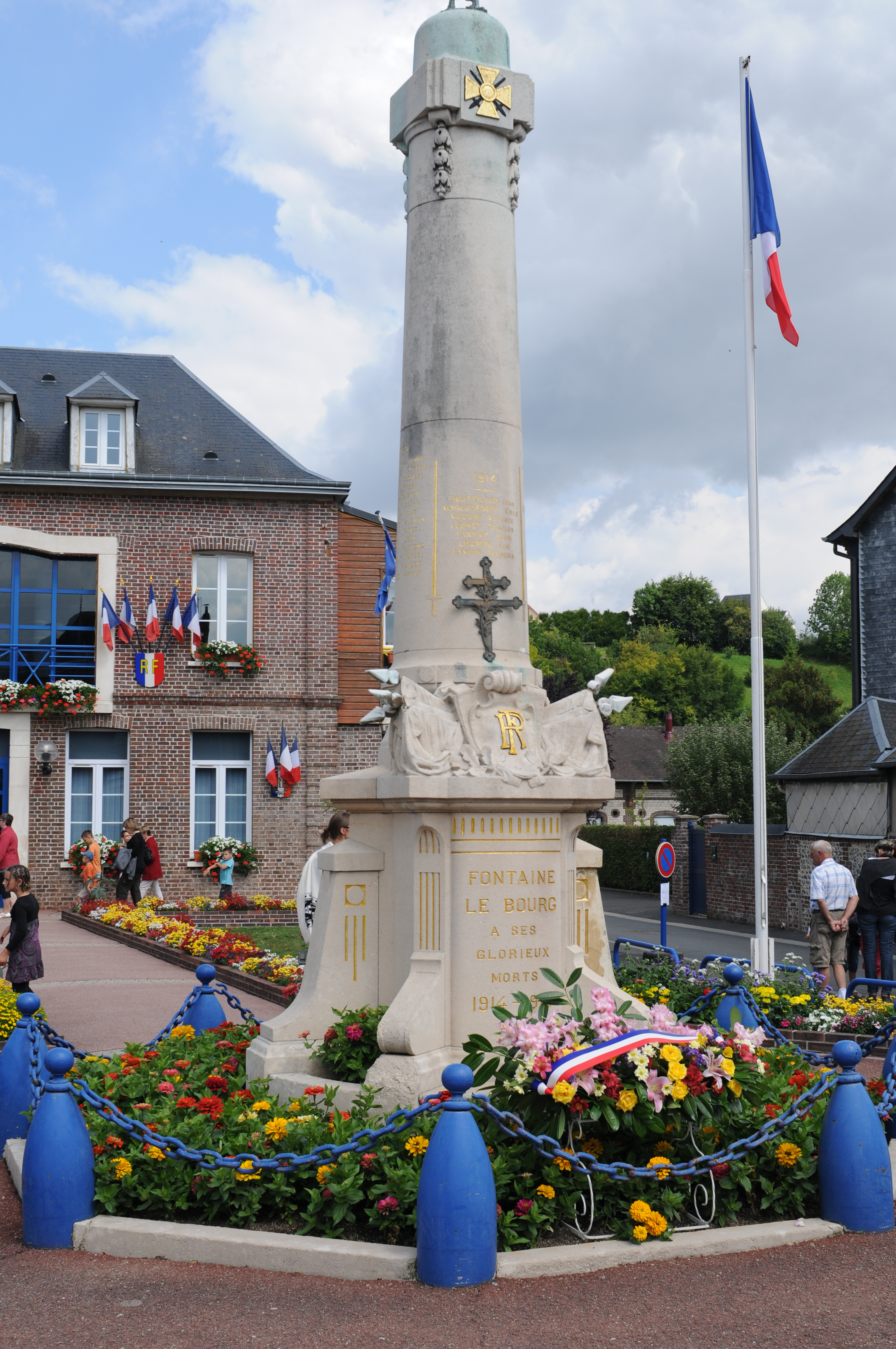
Le monument aux morts.

- L'église, dont l'origine est attestée dans un document de l'an 990, dans lequel Richard Ier offre, parmi douze églises, Sancta Maria de Wasto (nom primitif de Fontaine-le-Bourg) à l'abbaye de la Trinité de Fécamp, échappant ainsi à la juridiction de l'archevêque de Rouen. 
Quelques rares chapiteaux romans sont d'origine. Le 7 décembre 1627, le clocher est ruiné par la foudre. Sur sa base conservée, un toit très bas est installé.
 L'église n'est restaurée qu'au milieu du XIXe siècle par l'architecte Couillard. Le clocher est réhabilité en 1885 grâce à la contribution de la famille Delamare-Deboutteville et à une aide du département[33].
- Monument aux morts, conçu par Jules Duboc et inauguré en 1922. Il est orné de sculptures d'Alphonse Guilloux et de Louis Rose[34].

### Personnalités liées à la commune
- François de Civille (1537-1610), y est mort après en avoir exercé le commandement, fonction reçue d'Henri IV en récompense de son aide pour accéder au trône de France
- Édouard Delamare-Deboutteville, (1856-1901), industriel et inventeur français, pionnier de l'automobile et fondateur des Automobile Delamare-Deboutteville, gendre d'un ancien maire de la commune, y est mort au château de Montgrimont

### Héraldique
| Blason de Fontaine-le-Bourg | Blason  | Écartelé : au 1) de gueules à la mitre d’or, au 2) d’or à l’automobile Delamarre-Deboutteville de sinople, au 3) d’or à la navette de tisserand de sinople posée en bande, au 4) de gueules au lion d’or, le tout dans une bordure componée d’argent et de sable. |
| Blason de Fontaine-le-Bourg | Détails | Le statut officiel du blason reste à déterminer. |